# فرشته‌ماهی دم‌زرد
فرشته‌ماهی دُم‌زرد (نام علمی: Chaetodontoplus meredithi) نام یک گونه از تیره فرشته‌ماهیان است.